# William Jackson Harper
William Jackson Harper, né le 8 février 1980 à Dallas (Texas), est un acteur américain.
Il se fait connaître, auprès du grand public, par le rôle de Chidi Anagonye dans la comédie The Good Place, (2016-2020).

## Biographie

### Jeunesse et formation
William Fitzgerald Harper est né le 8 février 1980 à Dallas, au Texas. Il a obtenu un diplôme de l'université d'art et de design de Santa Fe en 2003. Afin de se conformer aux réglementations syndicales concernant les noms de scène, il a choisi de se faire connaître sous le nom de William Jackson Harper : « J'ai simplement ajouté le nom de jeune fille de ma mère au milieu, ce qui est chouette, afin de pouvoir rendre hommage à mes deux parents ».

### Carrière

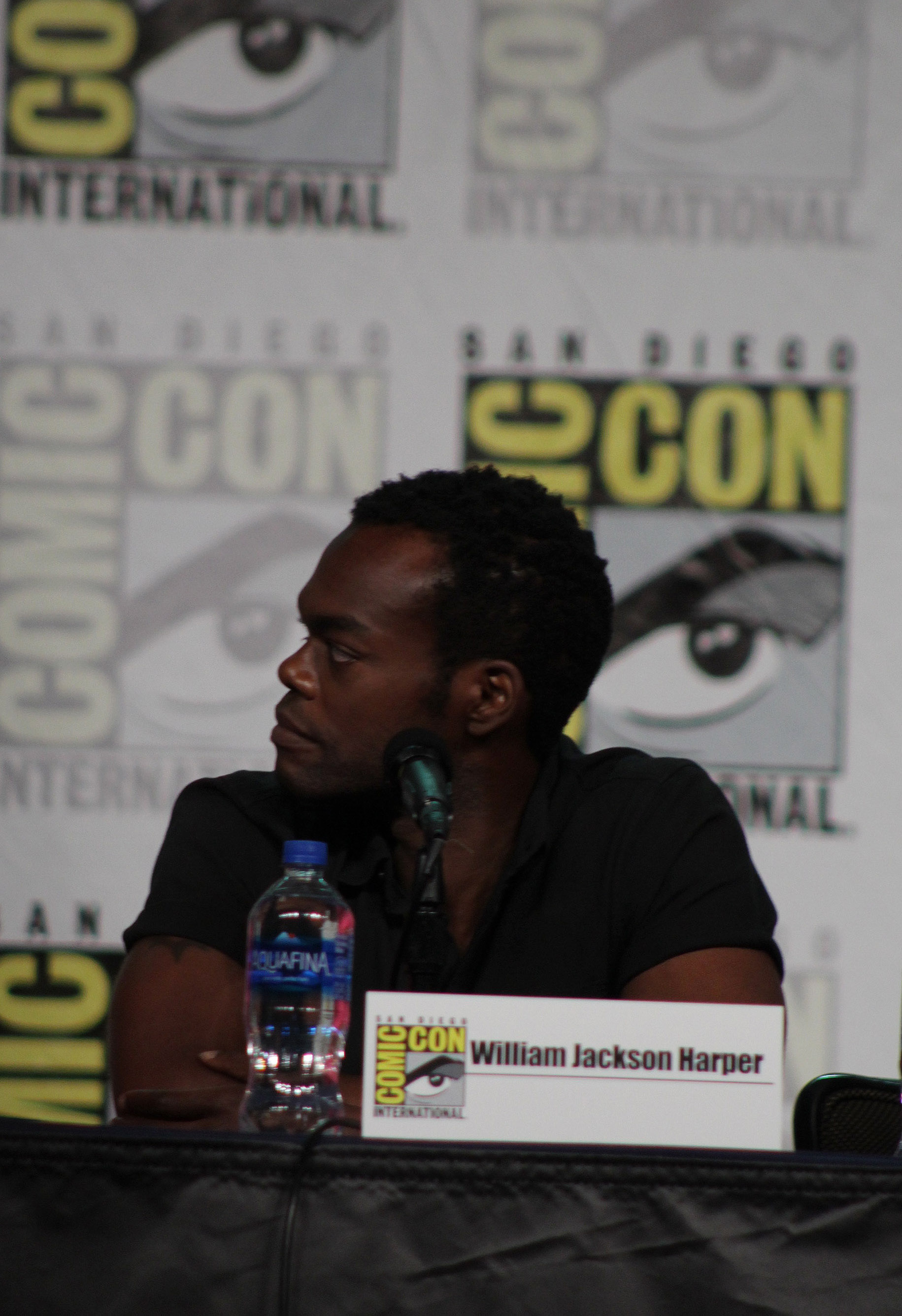
En 2019, lors de la Comic-Con de San Diego, pour la promotion de la saison 4 de The Good Place.

Harper a fait ses débuts à Broadway en 2014 dans le rôle de James Harrison et de Stokely Carmichael dans All the Way.
De 2009 à 2011, Harper a joué dans la série pour enfants The Electric Company.
En 2016, Harper a rejoint la distribution de la comédie The Good Place, produite par NBC. Avant de décrocher le rôle de Chidi Anagonye, il avait envisagé d'abandonner le métier d'acteur,. Harper ne connaissait pas le véritable scénario de la série avant son casting,. Sa prestation lui a valu des critiques élogieuses,,. Diffusée sur le réseau NBC, aux États-Unis et sur la plateforme Netflix, en France, la série rencontre son public et séduit la critique. En effet, la distribution, l'humour et la narration humoristique ainsi que son côté rafraîchissant et les nombreux rebondissements sont salués,,.
En 2017, entre le tournage des deux premières saisons de la série, il interprète l'un des rôles principaux de la pièce After the Blast de Zoe Kazan au Lincoln Center,. Il est nommé au Critics' Choice Television Award du meilleur acteur dans un second rôle dans une série télévisée comique pour sa performance dans The Good Place. Entre-temps, il joue un second rôle dans Dark Waters un drame juridique de Todd Haynes qui met Mark Ruffalo en vedette. Puis, la série est arrêtée, en 2020,.
Après cet arrêt, il décroche le premier rôle masculin de la comédie indépendante We Broke Up aux côtés d'Aya Cash,. Et il rejoint la distribution de la mini-série de Barry Jenkins, The Underground Railroad avec Joel Edgerton.

## Théâtre
Sauf indication contraire ou complémentaire, les informations mentionnées dans cette section proviennent de la base de données IBDb.
- 2014 : All The Way
- 2017 : After the Blast[17],[18]

## Filmographie

### Cinéma

#### Longs métrages
- 2010 : Love and Secrets de Andrew Jarecki : L'assistant de Moynihan
- 2012 : That's What She Said de Carrie Preston : Harry
- 2015 : True Story de Rupert Goold : Zak Rausch
- 2016 : How to tell You're a Douchebag de Tahir Jetter : Jake Brown
- 2016 : Paterson de Jim Jarmusch : Everett
- 2018 : They Remain de Philip Gelatt : Keith
- 2019 : Lost Holiday de Michael Kerry Matthews et Thomas Mathews : Mark
- 2019 : Midsommar d'Ari Aster : Josh
- 2019 : Dark Waters de Todd Haynes : James Ross
- 2020 : We Broke Up de Jeff Rosenberg : Doug
- 2023: Landscape with Invisible Hand de Cory Finley
- 2023 : Ant-Man et la Guêpe : Quantumania de Peyton Reed : Quaz
- TBA : Jodie : Mack Mackenzie (voix)

#### Courts métrages
- 2008 : Transferants de Margaret Cox : L'homme
- 2017 : The Root of Happiness de Andy Truschinski : Will
- 2018 : We Win de Michael Stahl-David : Ben
- 2020 : David de Zach Woods : David

### Télévision

#### Séries télévisées
- 2007 : New York, section criminelle : Chayne Danforth (saison 7, épisode 7)
- 2009 : Great Performances : Melville (saison 37, épisode 24)
- 2009 : Mercy Hospital : David Greene (saison 1, épisode 2)
- 2009 - 2011 : The Electric Company : Danny Rebus (52 épisodes)
- 2010 : New York, police judiciaire : Officier Derek Waldron (saison 20, épisode 14)
- 2011 : 30 Rock : Rioter (saison 5, épisode 18)
- 2012 : The Share : Lincoln (pilote non retenu)
- 2013 : Unforgettable : Andry Fotre aka Willis (saison 2, épisode 2)
- 2014 : High Maintenance : Andrew (saison 2, épisode 1)
- 2014 : Jerrod Carmichael Pilot : Alex (pilote non retenu par NBC[27])
- 2015 : Person of Interest : Strobel (saison 4, épisode 12)
- 2015 : Blacklist : L'agent de la sécurité (saison 2, épisode 22)
- 2016 : RIP : Fauchés et sans repos : Adam (saison 3, épisode 13)
- 2016 - 2020 : The Good Place : Chidi Anagonye (50 épisodes)
- 2017 : The Breaks : Stephen Jenkins (3 épisodes)
- 2019 : Jack Ryan : Xander (saison 2, 2 épisodes)
- 2021 : The Underground Railroad : Royal (saison 1)
- 2021 : Love Life : Marcus Watkins (saison 2 - rôle principal, 10 épisodes)
- 2022 : The Resort : Noah

#### Séries d'animation
- 2021 : Les Chiens dans l'espace : Loaf (voix, 9 épisodes)

#### Téléfilm
- 2016 : The Breaks de Seith Mann : Stephen Jenkins

### Jeux vidéo
- 2009 : Grand Theft Auto: The Ballad of Gay Tony : homme de Liberty City (voix originale)

## Distinctions
Sauf indication contraire ou complémentaire, les informations mentionnées dans cette section proviennent de la base de données IMDb.

### Nominations
- Gold Derby Awards 2018 : meilleure distribution de l'année pour The Good Place[28]
- Critics' Choice Television Awards 2019 : meilleur acteur dans un second rôle dans une série télévisée comique pour The Good Place
- CinEuphoria Awards (es) 2020 : meilleure distribution pour Midsommar[29]
- Critics' Choice Television Awards 2020 : meilleur acteur dans un second rôle dans une série télévisée comique pour The Good Place